# 장수영 (1940년)
장수영(1940년 의주군~)은 포항공과대학교의 전 총장이다.

## 학력
- 1961년 서울대학교 전기공학과 학사
- 메릴랜드 대학교 석사
- 1971년 메릴랜드 대학교 박사

## 경력
- 미국에서 연구
- 포항공과대학교 전자전기공학부 교수

## 기타
- 1960년생 산업공학과 교수와는 다른 사람이다.

1. ↑  https://www.mk.co.kr/news/economy/1341424